# 大序雪胆
大序雪胆（学名：Hemsleya megathyrsa），为葫芦科雪胆属下的一个变种。

## 扩展阅读
維基物種上的相關：大序雪胆